# Molippa superba
Molippa superba är en fjärilsart som beskrevs av Hermann Burmeister 1878. Molippa superba ingår i släktet Molippa och familjen påfågelsspinnare. Inga underarter finns listade i Catalogue of Life.